# Walter Kohl
Walter Kohl (Ludwigshafen am Rhein, 16 luglio 1963) è un imprenditore e scrittore tedesco, il primo dei due figli del cancelliere Helmut Kohl e Hannelore Kohl, e fratello di Peter Kohl.

## Biografia
Walter Kohl era in passato sposato con la professoressa Christine Volkmann, Capo della Cattedra UNESCO per l'Imprenditorialità e la Gestione interculturale. Hanno un figlio, Johannes Volkmann, che è attivo in politica per la CDU. Walter Kohl è sposato con la coreana Kyung-Sook Kohlnee Hwang.
Dopo aver frequentato ed essersi laureato presso l'Università di Harvard dal 1985 al 1989, ha conseguito un Bachelor of Arts, specializzandosi in economia e storia. Nel 1990 ha conseguito un master in economia presso l'Università di Vienna. Ha lavorato come analista finanziario concentrandosi sulle industrie del petrolio e del gas e sui mercati dei capitali presso l'ufficio di New York di Morgan Stanley. Nel 1993, ha conseguito un MBA presso l'INSEAD in Francia. Tornò in Germania nel 1994. Nel 1999, fondò con suo padre Helmut Kohl una società di consulenza. La collaborazione si è conclusa nel 2005, quando ha fondato una seconda società, Kohl & Hwang.
Nel 2011 ha pubblicato il libro Leben oder gelebt werden della sua famiglia, che ha ricevuto molta attenzione e divenne un bestseller in Germania. Il suo secondo libro Leben was du fühlst è stato pubblicato nel 2013.